# Spike (misil)
El Spike es un misil guiado antitanque de cuarta generación desarrollado por la compañía israelí Rafael Advanced Defense Systems. Tiene tres modos de operación: “Dispara y Olvida”, “Dispara, Observa y Actualiza” y “Manual”.

## Diseño

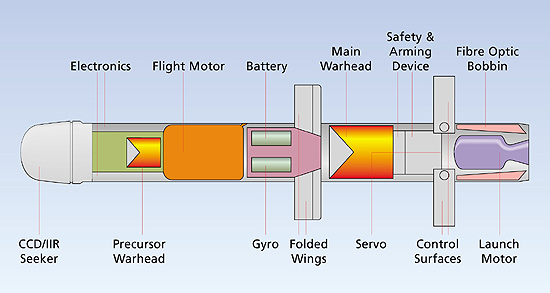
Diagrama recortado de Spike ATGM.

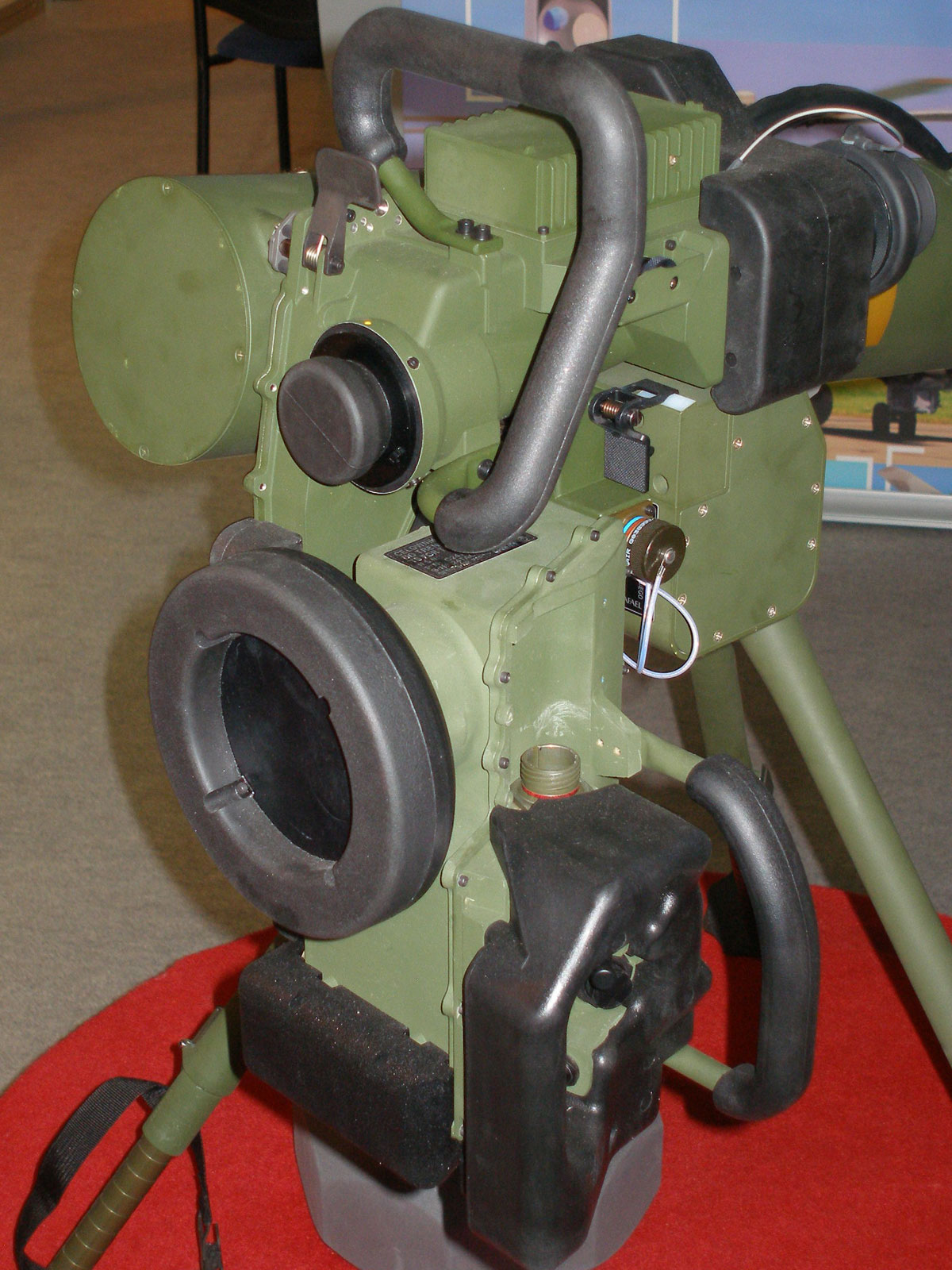
Primer plano frontal de la unidad de comando y lanzamiento (CLU) del misil Spike con mira de imágenes térmicas, soporte para trípode y un recipiente de misil ficticio adjunto.

El Spike es un misil del tipo dispara y olvida, con bloqueo antes del lanzamiento y autoguiado automático. El misil está equipado con un buscador de imágenes por infrarrojos.
Las versiones de largo alcance y alcance extendido del Spike, también tienen la capacidad en modo operativo de "Disparar, observar y actualizar", también conocido como adquisición de objetivos después del lanzamiento (LOAL). El misil está conectado mediante un cable de fibra óptica que se enrolla entre la posición de lanzamiento y el misil. Con esto, el operador puede obtener un objetivo si no está en su línea de visión en el momento del lanzamiento, cambiar de objetivo en vuelo o compensar el movimiento del objetivo si el misil no lo sigue por algún motivo. Por lo tanto, el misil puede dispararse de forma especulativa hacia un objetivo de oportunidad o para proporcionar observación al otro lado de un obstáculo. El misil tiene capacidad para un lanzamiento suave (el motor se dispara después de que el misil ha abandonado el lanzador) que permite disparar el misil desde espacios reducidos, lo cual es una necesidad en la guerra urbana.
El misil utiliza una ojiva con una carga en tándem que consta de dos cargas huecas: Una ojiva precursora para detonar cualquier blindaje reactivo explosivo (ERA), y una ojiva primaria para penetrar la armadura subyacente. Actualmente, está reemplazando a los antiguos misiles antitanque semiautomáticos de segunda generación SACLOS como el MILAN y el M47 Dragon en los ejércitos de las naciones usuarias. El misil Spike también está equipado con tecnología de búsqueda de calor.
El sistema Spike está formado por el trípode de lanzamiento con su unidad de control de tiro y el misil. No hay una mira térmica dedicada en el lanzador, se utiliza el buscador de imágenes del misil. En total, la variante de largo alcance del sistema pesa alrededor de 26 kg (57 lb).
El Spike puede ser operado desde el lanzador por un soldado de infantería, o bien desde monturas que pueden instalarse en vehículos de ataque rápido, vehículos blindados de transporte de personal o vehículos utilitarios. Por lo tanto, a los vehículos que normalmente no están equipados con armas antitanque se les puede dotar de una capacidad antitanque.
El Spike ha sido probado como un sistema de armamento para el vehículo aéreo no tripulado SAGEM Sperwer. El Ejército español ha instalado el Spike-ER en sus helicópteros de ataque Eurocopter Tiger. Tanto Israel como Estados Unidos han experimentado armando helicópteros Sikorsky UH-60 Black Hawk con el misil Spike; la variante estadounidense se utiliza en helicópteros UH-60M Battlehawk.

## Versiones

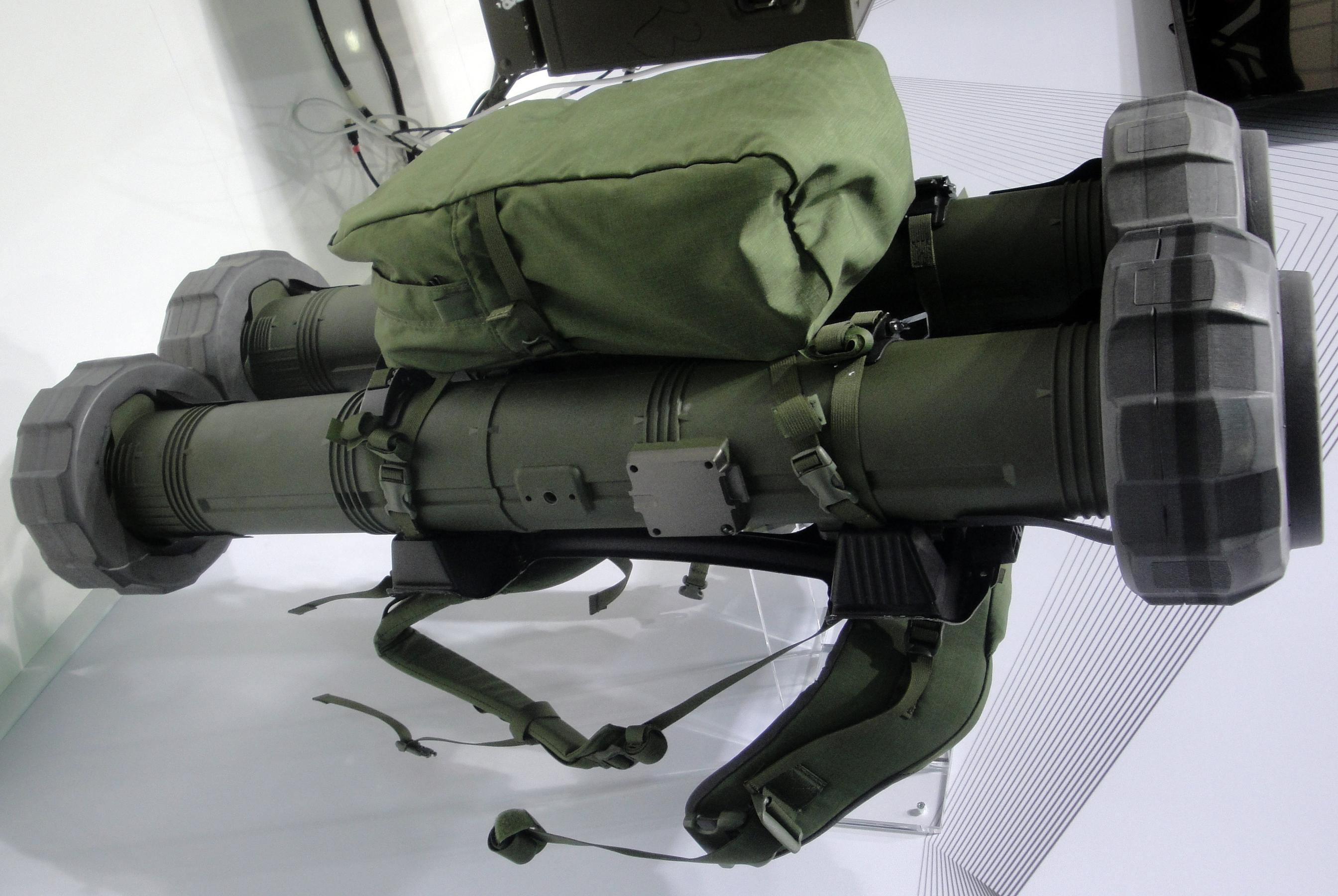
Spike LR 2

- Spike-SR - Versión desechable de corto alcance. Radio de acción de 800 metros; está destinado a la infantería.

- Mini Spike - Versión de corto alcance. Radio de acción de 1500 metros; destinado a la infantería.[4]

- Spike-MR - Versión de medio alcance. Radio de acción de 2500 metros.También conocido como Gil; usado por infantería y fuerzas especiales.

- Spike-LR - Versión de largo alcance. Radio de acción de 4000 metros; usado por infantería y vehículos de combate ligeros.

- Spike-ER - Versión extendida o de largo alcance. Radio de acción de 8000 metros. Era conocido como NT-Dandy o NT-D; tiene un diámetro más ancho y es más pesado que los demás sistemas. Normalmente va montado sobre vehículos terrestres o helicópteros. El ejército finlandés lo usa en su versión antibuque. También el Ejército Español lo monta en el helicóptero Tigre.

## Operadores

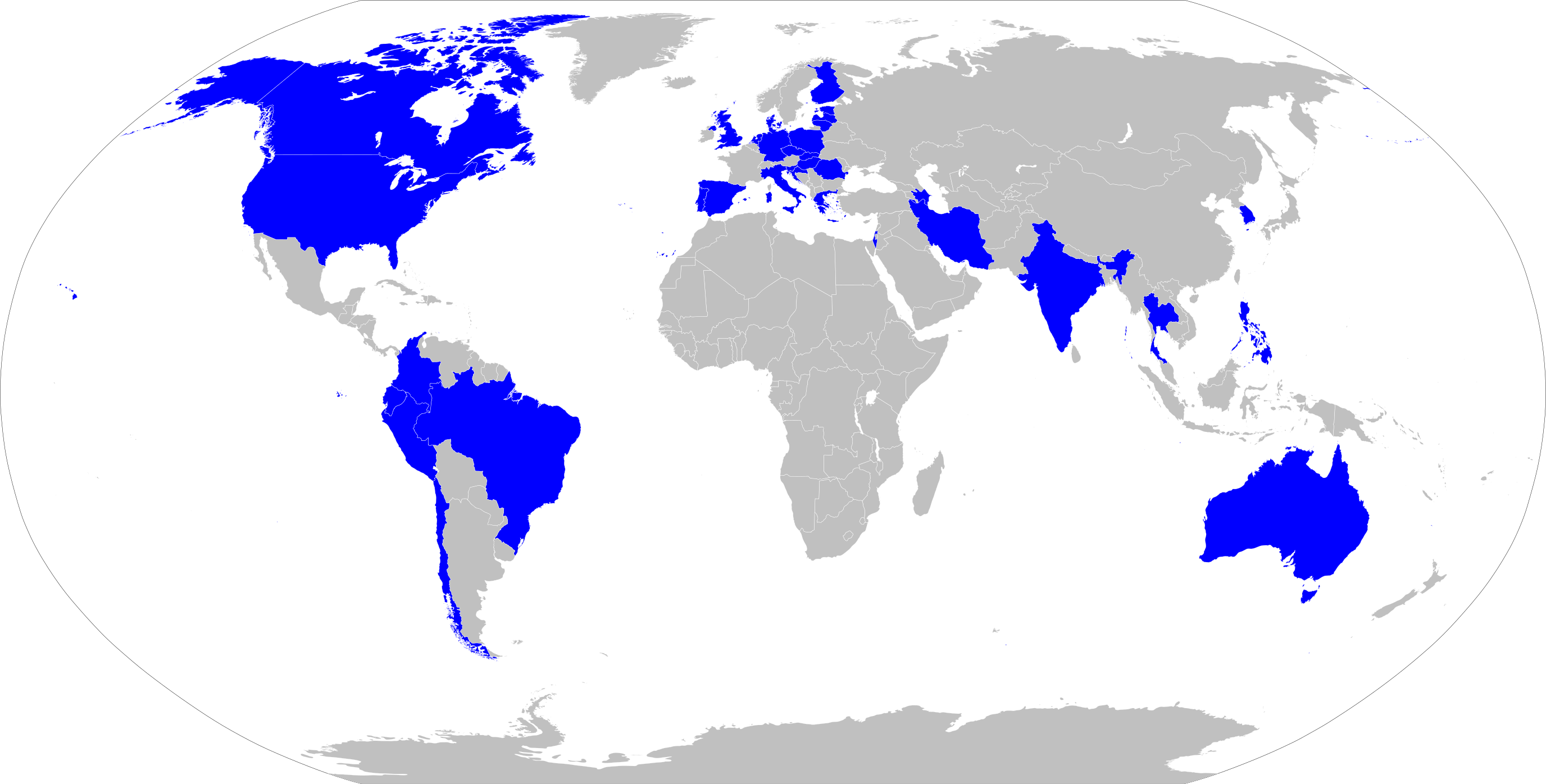
Países operadores en color azul

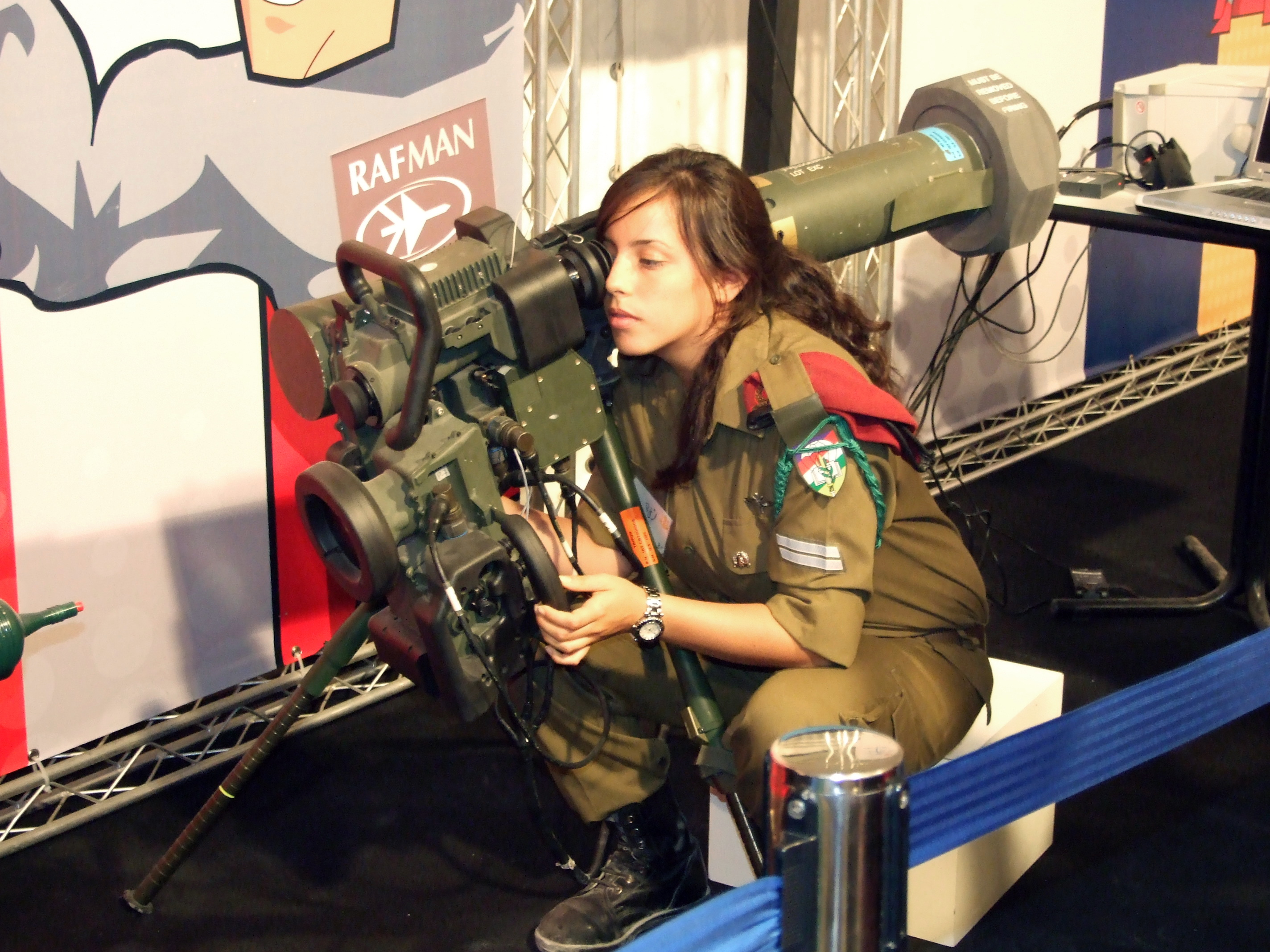
Soldado israelí con un lanzador Spike tipo MR/LR

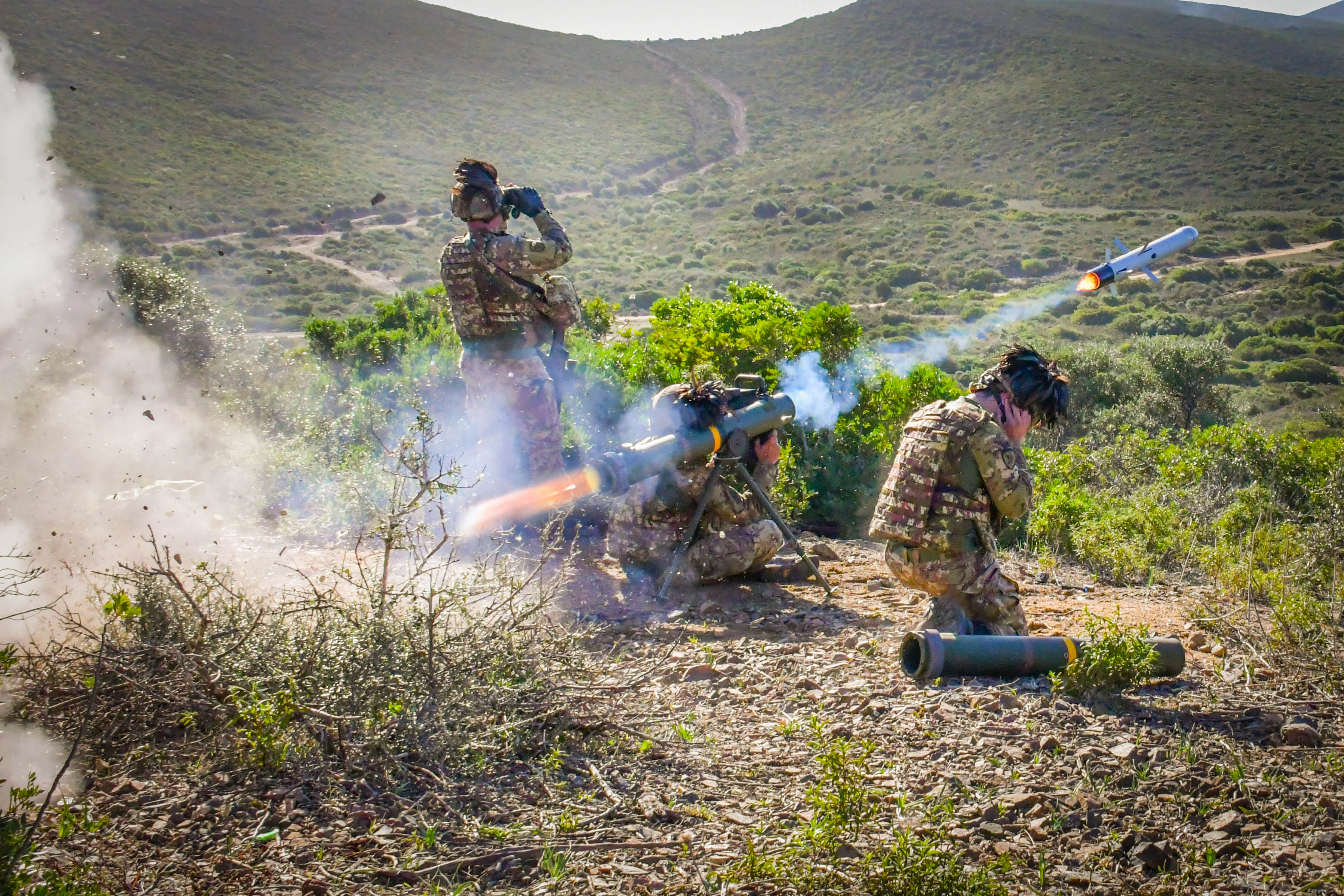
Lanzamiento de Spike del 8.º Regimiento de Bersaglieri del ejército italiano durante unas maniobras militares en 2022

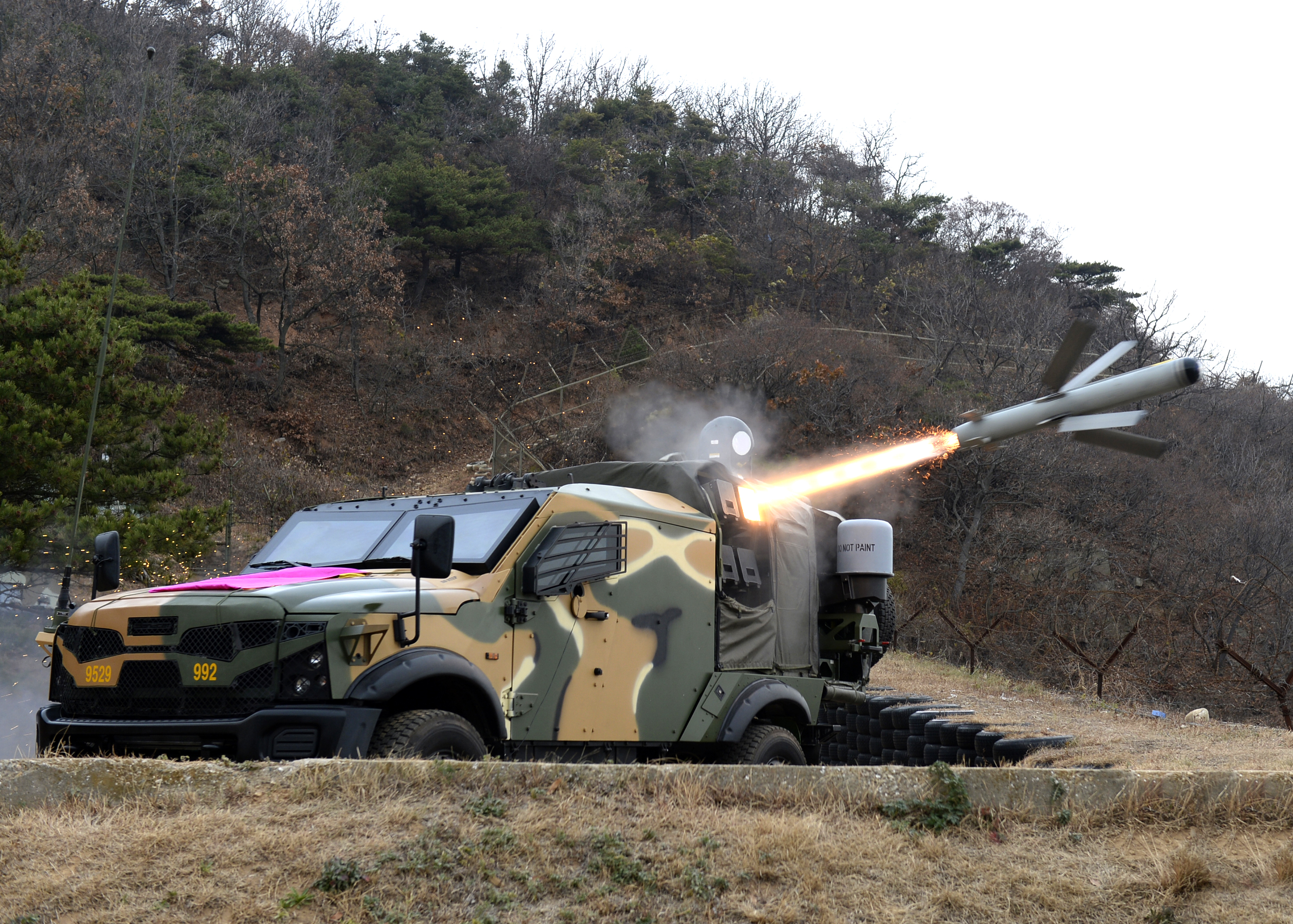
Spike-NLOS siendo disparado desde un Plasan Sand Cat.

### Actuales
Alemania
Presenta 4000 misiles LR y otros 311 LR en los vehículos Puma. Cantidad de misiles desconocida.
 Azerbaiyán
100 misiles LR.
 Brasil
100 misiles LR/ER encomendados en noviembre/2021
 Colombia
Colombia cuenta con una cantidad significativa de misiles Spike, incluyendo diferentes versiones como el MR, LR y ER. Se estima que posee entre 250 y 300 misiles Spike-ER, junto con unidades de lanzamiento. Además, se han adquirido lotes adicionales de misiles Spike MR/LR, superando los 1000 en total, algunos de los cuales se integran en vehículos Humvee y 115 Spike-NLOS. [30] La flota de helicópteros Sikorsky AH-60L Arpía IV serie del Ejército Nacional de Aviación de Colombia está armada con tres variantes del Spike: el ER, LR y NLOS.
 Chile
3500 misiles ER, MR y LR, con 378 lanzadores MR y LR sobre Humvee, de ello se emplea 60 lanzadores LR/ER sobre los Marder.
 Ecuador
17 misiles Spike LR.
 Eslovenia
75 misiles Spike MR y LR. Algunos estarán instalados en vehículos Patria AMV.
 Israel
Misiles MR (Gil), LR (Gomed), ER (Dandy) y NLOS con lanzadores correspondientes.
 Italia
3435 misiles en cuatro variantes; SR, MR, LR y ER.
 Perú
516 misiles Spike MR/LR con 48 lanzadores adquiridos en el 2008, más otros lotes adquiridos entre 2010, 2011 y 2012, un total de más 1000 misiles Algunos Spike LR/ER se emplean sobre vehículos Humvee.
 Polonia
2675 misiles y 264 lanzadores LR. Algunos estarán en vehículos de la familia Rosomak.
 Portugal
20 misiles MR/LR.
 República Checa
Cantidad desconocida para uso en el Pandur II.
 Singapur
1000 misiles Spike LR.

### Posibles
Francia
Bajo evaluación. Compite con el Javelin.
 India
En un acuerdo por mil millones de dólares, el ejército indio ordenó a Rafael Advanced Defense Systems Ltd: 321 lanzadores, 8356 misiles y 15 simuladores de entrenamiento y equipo periférico.

### Cancelación de Contrato
España
Total: 2.630 misiles Spike LR (incluyendo 260 lanzadores y sistemas de entrenamiento asociados) y 200 misiles Spike ER (para uso de los helicópteros de ataque Eurocopter Tiger). Un total de 236 lanzadores y 2.360 misiles Spike LR fueron asignados al Ejército de Tierra de España, mientras que los 24 lanzadores y 240 misiles restantes fueron asignados a la Infantería de Marina Española. En junio de 2025, el gobierno español anunció la cancelación del contrato debido a un desacuerdo con las acciones militares israelíes en Gaza.

### Armas similares
- FGM-148 Javelin
- 9M123 Khrizantema

### Listas relacionadas
- Anexo:Materiales del Ejército de Tierra de España